# سیاره وحشت
سیاره وحشت (به انگلیسی: Planet Terror) فیلمی آمریکایی در ژانر کمدی ترسناک اکشن به نویسندگی و کارگردانی رابرت رودریگز و محصول سال ۲۰۰۷ است. در این فیلم بازیگرانی همچون رز مک‌گوآن، فردی رودریگز، مایکل بین، جفری‌دیوید فاهی، جاش برولین، مارلی شلتن، نوین اندروز، فرگی و بروس ویلیس ایفای نقش می‌کنند. این فیلم در سینماهای آمریکایی در کنار فیلم ضد مرگ ساختهٔ کوئنتین تارانتینو، به عنوان یکی از قسمت‌های دوگانهٔ فیلمی تحت عنوان گرایندهاوس اکران شده است. داستان فیلم دربارهٔ گروهی از مردم است که برای زنده‌ماندن از حملهٔ موجوداتی شبیه به زامبی در تلاش هستند.